# On the Side of the People
On the Side of the People é um filme documentário de média-metragem do norte-americano Robert Kramer, empenhado no cinema militante, que se deixou fascinar pela Revolução de 25 de Abril de 1974 em Portugal. Aqui fez mais dois filmes: República e Scenes from the Class Struggle in Portugal, além de ter participado como ator e argumentista em Gestos e fragmentos (realizado em 1982 por Alberto Seixas Santos.

## Sinopse
A relação entre os movimentos espontâneos dos operários e trabalhadores e o Movimento das Forças Armadas durante o PREC, na Revolução dos Cravos. O Verão Quente de 1975 e o 25 de Novembro. O antes: a confraternização entre populares e soldados da Polícia Militar e do RALIS (Regimento de Artilharia de Lisboa). O depois: as forças da ordem intervêm contra trabalhadores em greve ou contra quem faz ocupações de terras.
Entretanto, o filme dos acontecimentos: a Aliança Povo-MFA, a constituição do VI Governo Provisório, o 25 de Novembro, Autores expõem razões acusando o Partido Socialista de se opor ao movimento operário e ao movimento da reforma agrária.

## Ficha técnica
- Realizador — Robert Kramer
- Produção e distribuição — The Newsreel [en]
- Diretor de produção — Philipe Spineli
- Imagem e montagem — Robert Kramer
- Formato — 16 mm p/b
- Género — documentário (cinema militante)
- Duração — 19 minutos

## Enquadramento histórico
Kramer está intimamente ligado à produtora coletiva The Newsreel [en], que cultivava o género de atualidades em lugares com sinais de mudança para uma ordem socialista, uma certa tendência da época. Empenha-se no cinema militante usando-o para fazer face à manipulação dos media dominantes, na perspectiva do olhar de Dziga Vertov.
A obra, pelo seu propósito interventivo, enquadra-se na categoria de cinema militante, prática recorrente dos Kinoks portugueses da geração dos anos 1970. Em curtas, médias e longas-metragens, explorando os métodos do cinema direto, ocupando o seu espaço entre as obras pioneiras do novo cinema, o género prolifera no terreno fértil de Portugal, na segunda metade da década.